# Gulnur Muratbaeva
Gulnur Muratbaeva (4 de febrero de 1998) es una deportista uzbeka que compite en judo. Ganó una medalla de bronce en el Campeonato Asiático de Judo de 2021 en la categoría de –48 kg.

## Palmarés internacional
| Campeonato Asiático | Campeonato Asiático | Campeonato Asiático | Campeonato Asiático |
| Año                 | Lugar               | Medalla             | Categoría           |
| ------------------- | ------------------- | ------------------- | ------------------- |
| 2021                | Biskek (Kirguistán) | Medalla de bronce   | –48 kg              |